# Bhutanthera
Bhutanthera es un género de orquídeas perteneciente a la subfamilia Orchidoideae. Es originario de China.

## Taxonomía
El género fue descrito por Jany Renz y publicado en Edinburgh Journal of Botany 58(1): 99. 2001.

## EspeciesBhutanthera
A continuación se brinda un listado de las especies del género Bhutanthera aceptadas hasta septiembre de 2013, ordenadas alfabéticamente. Para cada una se indica el nombre binomial seguido del autor, abreviado según las convenciones y usos. 
1. Bhutanthera albomarginata (King & Pant.) Renz
2. Bhutanthera albosanguinea Renz
3. Bhutanthera albovirens Renz
4. Bhutanthera alpina (Hand.-Mazz.) Renz
5. Bhutanthera himalayana Renz